# Corneille Nangaa
Corneille Nangaa Yubeluo (nascido em 9 de julho de 1970) é um político e líder rebelde congolês. Desde 2023, é o chefe da Aliança do Rio Congo (Alliance Fleuve Congo, AFC), uma coalizão de grupos rebeldes no leste da República Democrática do Congo que inclui o Movimento 23 de Março (M23).
Foi anteriormente o diretor da Comissão Eleitoral Nacional Independente da República Democrática do Congo de 2015 a 2021. Nessa função, supervisionou as eleições no país e certificou  Félix Tshisekedi como o vencedor da contestada eleição geral de 2018. Mais tarde, teve uma disputa com Tshisekedi sobre o que aconteceu em 2018 e, em 2023, anunciou sua oposição ao governo de Tshisekedi. Na sequência, iniciou uma coalizão de grupos rebeldes em Kivu do Norte, no leste da República Democrática do Congo, conhecida como Aliança do Rio Congo - que incluía o M23, rebeldes que lançaram uma nova insurreição em Novembro de 2021. Nangaa foi condenado à morte à revelia por um tribunal militar congolês por participação na rebelião do M23.